# Shotcut
A Shotcut egy ingyenes és nyílt forráskódú, keresztplatformos videoszerkesztő program, mely Linux, Macintosh és Windows operációs rendszeren egyaránt használható. 2011-ben kezdte el fejleszteni Dan Dennedy.

## Tulajdonságok
- széleskörű formátum támogatás (támogatja a legújabb audio és video formátumokat az FFmpeg magnak köszönhetően)
- nem igényel importálást
- natív idővonal szerkesztés
- fejlett hangszerkesztési funkciók
- video effektek, video filterek
- fejlett hardware kezelés (pl. külső monitor támogatása)
- akár 4k-ig történő felbontás támogatás

## Külső hivatkozások
- Shotcut review | TechRadar (angol nyelvű cikk)
- 11 Best Free & Open Source Video Editing Software in 2020 (angol nyelvű cikk)